# Do Somethin'
»Do Somethin'« je pesem ameriške glasbenice Britney Spears iz njene prve kompilacije z največjimi uspešnicami, Greatest Hits: My Prerogative. Kot drugi singl s kompilacije je izšla vsepovsod, razen v Severna Ameriki 14. februarja 2005 preko založbe Jive Records. Pesmi, ki jo je produciral produkcijski duet Bloodshy & Avant, na začetku niso nameravali izdati kot singl, vendar je Britney Spears založbo prepričala, da so posneli videospot zanjo. Pesem »Do Somethin'« je dance-pop pesem z velikim poudarkom na kitarah. Besedilo govori o zabavi, protagonistka pa poje tudi o tem, da se požvižga na predsodke drugih.
Pesem »Do Somethin'« je s strani kritikov prejela v glavnem pozitivne ocene. Čeprav pesem v Združenih državah Amerike uradno ni izšla, se je zaradi dobre digitalne prodaje uvrstila na mnoge Billboardove lestvice, med drugim je zasedla tudi stoto mesto na lestvici Billboard Hot 100. Požela je tudi velik mednarodni uspeh, saj je zasedla eno izmed prvih desetih mest na lestvicah v državah, kot so Danska, Avstralija, Švedska in Združeno kraljestvo. Leta 2007 je Britney Spears pesem »Do Somethin'« izvedla na promocijski turneji The M+M's Tour, leta 2009 pa na svetovni turneji The Circus Starring Britney Spears.
Videospot za pesem sta režirala Billie Woodruff in Britney Spears, ki se je v slednjem pojavila kot svoj alter ego, »Mona Lisa«. Prikazuje Britney Spears in njene štiri prijateljice, ki plešejo in pojejo v nočnem klubu. Zaradi uporabe armaturne plošče Louisa Vuittona so sprožili tožbo proti založbi Jive Records in Louisu Vuittonu so nazadnje morali izplačati 80.000 EUR odškodnine.

## Ozadje in sestava
Pesem »Do Somethin'« je produciral produkcijski duet Bloodshy & Avant, ki je produciral tudi njen singl »Toxic« iz njenega četrtega glasbenega albuma, In the Zone (2003). Pesem so posneli v studijih Murlyn v Stockholmu, Švedska, vokale pa je Britney Spears skupaj s svojima spremljevalnima pevcema, Angelom Huntejem in BlackCellom posnela v New York Cityju v studiu Battery. Pesmi nikoli niso nameravali izdati kot singl. Kakorkoli že, Britney Spears je želela posneti videospot za pesem, zato je založbo prepričala, da so jo izdali kot singl. Razložila je, da je bila »malce razočarana«, ker jih je morala prepričevati, da »je snemanje tega videospota prava stvar za tisti čas«. Pesem »Do Somethin'« je dance-pop pesem z velikim poudarkom na kitarah in, kot je dejal Spence D. iz revije IGN, »živahnemu ritmu«. Besedilo govori o tem, kako se protagonistka zabava, ne da bi se menila za to, kaj si o njej mislijo drugi.
Po podatkih spletne strani Musicnotes.com, ki je v lasti podjetja EMI Music Publishing ima pesem zelo hiter tempo   Napisana je v e-molu, vokali Britney Spears v njej pa segajo od E3 do C5.

## Sprejem

### Sprejem kritikov
Pesem »Do Somethin'« je s strani glasbenih kritikov prejela v glavnem pozitivne ocene. Stephen Thomas Erlewine s spletne strani Allmusic je napisal, da je poleg pesmi »I've Just Begun (Having My Fun)« »najboljša prej neizdana pesem na albumu«. Annabel Leathes s spletne strani BBC Online je napisala, da sta obe pesmi »dve robustni, neizdani pesmi, ki pa vseeno dokazujeta, da se bo pevka morda še nekajkrat povzpela na vrh glasbenih lestvic, preden bo pričela bo pričela peti uspavanke svojemu zarodku.« Ann Powers iz revije Blender je pesem označila za »spodobno crunk pesem, kjer rapa na prisrčen način, ki bi ga lahko primerjali s seksulano vlogo Jessice Simpson v filmu Carja Hazzarda.«

### Dosežki na lestvicah
Čeprav pesem »Do Somethin'« v Združenih državah Amerike fizično pravzaprav ni nikoli izšla, je 26. aprila 2005 zaradi dobre digitalne prodaje zasedla stoto mesto na lestvici Billboard Hot 100. Pesem je zasedla tudi triinšestdeseto mesto na lestvici Billboard Pop Songs in devetinštirideseto mesto na lestvici Billboard Hot Digital Songs. Do avgusta 2010 je pesem »Do Somethin'« v Združenih državah Amerike prodala 363.000 kopij izvodov. Na avstralski glasbeni lestvici je pesem zasedla 7. marca 2008 debitirala na osmem mestu. Kasneje je prejela zlato certifikacijo s strani organizacije Australian Recording Industry Association (ARIA) za več kot 35.000 prodanih kopij. Istega leta je debitiral na šestem mestu britanske lestvice. Pesem je požela velik uspeh tudi v Evropi, kjer je zasedla eno izmed prvih desetih mest na flandrski (belgijski), danski in irski lestvici ter eno izmed prvih dvajsetih mest na valonski (belgijski), češki, nemški, norveški, švedski, švicarski in nizozemski lestvici.

## Videospot
Videospot za pesem »Do Somethin'« so posneli decembra 2004 v Los Angelesu, Kalifornija. Režirala sta ga Britney Spears in Billie Woodruff, ki je z njo sodeloval že pri snemanju videospota za pesem »Born to Make You Happy«. Britney Spears je snemanje opisala kot »vročično«, saj so videospot posneli v »rekordnih petih urah«. Dodala je še, da Billie Woodruff »ni imel nikakršnega ega ali česa temu podobnega, zato je bilo snemanje zelo zabavno.« Britney Spears naj bi videospot posnela kot »Mona Lisa«, o kateri je povedala: »Mislim, da je ona na nek način moj alter ego kadar sem najbolj ambiciozna ... Lažje je, da me takrat kličejo 'Mona Lisa' in ne Britney.« V videospotu, za katerega je Britney Spears tudi oblikovala koreografijo in stil, so bila uporabljena oblačila podjetja Juicy Couture. Britney Spears je veliko delala tudi za kamerami, zaradi česar je izrazila željo, da bi bila v prihodnosti režiserka: »Potem, ko sem posnela dvajset videospotov, mi je ob igranju vedno ene in iste vloge postalo dolgčas. Mislim, da me delo za kamerami zadovolji bolj kot delo pred njimi.«
V videospotu Britney Spears nosi rožnato odrezano majico z napisom »ljubezenski čoln« (»Love Boat«) in šal, s štirimi svetlolasimi članicami svoje glasbene skupine pa se je odpravljala v klub, imenovan »Luknja v steni« (»Hole in the Wall«). Med prvim verzom letijo v rožnatem Hummerju in svoje glave premikajo v ritmu glasbe, avtomobil pa se je peljal z avtopilotom. Na avtomobilovi armaturni plošči je bil znak Louisa Vuittona. Končno prispejo v klub in pričnejo plesati na plesišču, ne meneč se za ljudi, ki jih ogorčeno opazujejo. Ob koncu videospota Britney Spears in njene prijateljice pričnejo nastopati na odru. Videospot prikazuje tudi prizore Britney Spears v drugi sobi, oblečene v črno spodnje perilo in bel krznen plašč, ki so jih primerjali s črno-belimi prizori iz videospota za pesem »My Prerogative«. Jennifer Vineyard iz MTV-ja je odnos Britney Spears v videospotu opisala kot »sem in tja nekoliko seksi, nato pa neumen«. Ker videospota niso nameravali izdati v Združenih državah Amerike, so ga 21. januarja 2005 nameravali premiera predvajati na kanalu MTV UK. Kakorkoli že, na internetu je izšel že 18. januarja tistega leta.
18. novembra 2007 je revija Forbes poročala, da je LVMH-jev Louis Vuitton dobil 80.000 EUR-ov vredno tožbo zaradi škode zaradi uporabe njegovega znaka na armaturni plošči avtomobila brez njegovega privoljenja. Sodišče je ugotovilo, da sta režiserja jasno zlorabila logotip podjetja. Sodišče je razsodilo, da je založba Sony BMG neodgovorno posnela videospot, za kar pa sta kriva sponzorja, podjetje Zomba Group of Companies in kanal MTV Online in ne Britney Spears sama. Videospota zaradi tožbe niso predvajali na nobenem evropskem televizijskem kanalu.

## Nastopi v živo
Britney Spears je s pesmijo »Do Somethin'« maja 2007 nastopila na turneji The M+M's Tour. Po nastopu s pesmijo »Breathe on Me« z albuma In the Zone, med katerim je Britney Spears skupaj s štirimi spremljevalnimi ženskimi plesalkami iz občinstva izbrala moškega in nato zapeljivo plesala okoli njega, se je oder za nekaj sekund zatemnil. Kmalu zatem se je Britney Spears, oblečena v rožnat modrček, bel krznen plašč in krilo iz džinsa, ponovno pojavila na telefonu ter pričela nastopati s pesmijo. Koreografija je bila skoraj enaka tisti iz videospota. Pesem je leta 2009 izvedla tudi na turneji The Circus Starring Britney Spears. Bila je druga pesem četrtega in zadnjega akta, »Electro Circ«. Na nekaterih delih so plesalci in Britney Spears nosili velikanske pištole, ki so streljale bleščice. Med enem izmed prvih koncertov severnoameriškega dela turneje je nosila zlato tesno oprijeto železno obleko. Kakorkoli že, 8. marca 2009 se je na koncertu v Tampi Britney Spears med nastopom s pesmijo »I'm a Slave 4 U« uničilo mnogo izmed njenih oblek, zaradi česar je od tedaj naprej nastopala v tesno oprijeti črni obleki.

## Seznam pesmi
| - CD s singlom 1. »Do Somethin'« – 3:22 2. »Do Somethin'« (DJ Monkov radijski remix) – 4:12 - Maksi singl 1. »Do Somethin'« – 3:22 2. »Do Somethin'« (DJ Monkov radijski remix) – 4:12 3. »Do Somethin'« (Thickov vokalni remix) – 7:59 4. »Everytime« (Valentinov remix) – 3:25 | - Dodatek k albumu The Singles Collection 1. »Do Somethin'« – 3:22 2. »Do Somethin'« (Thickov vokalni remix) – 7:59 |

## Ostali ustvarjalci
| - Britney Spears – glavni in spremljevalni vokali - Bloodshy & Avant – tekstopisec, produkcija, urejanje, vsi inštrumenti, programiranje - Angela Hunte - tekstopiska - Steven Lunt – urejanje - Niklas Flyckt – mešanje | - Charles McCrorey – inženir - Jonas Östman – inženir - Henrik Jonback – kitara - BlackCell – spremljevalni vokali - Emma Holmgren – spremljevalni vokali |

## Dosežki

### Tedenske lestvice
| Lestvica (2005)                                               | Dosežek |
| ------------------------------------------------------------- | ------- |
| Avstralija (ARIA)                                             | 8       |
| Avstrija (Ö3 Austria Top 75)                                  | 21      |
| Belgija (Flandrija; Ultratop 50)                              | 12      |
| Belgija (Valonija; Ultratop 40)                               | 10      |
| Češka (International Federation of the Phonographic Industry) | 11      |
| Danska (Tracklisten)                                          | 4       |
| Francija (SNEP)                                               | 70      |
| Nemčija (Media Control Charts)                                | 18      |
| Madžarska (Mahasz)                                            | 4       |
| Irska (IRMA)                                                  | 4       |
| Nizozemska (RIANZ)                                            | 13      |
| Norveška (VG-lista)                                           | 12      |
| Švedska (Sverigetopplistan)                                   | 10      |
| Švica (Media Control Charts)                                  | 11      |
| Združeno kraljestvo (The Official Charts Company)             | 6       |
| Združene države Amerike (Billboard Hot 100)                   | 100     |

|

### Lestvice ob koncu leta
| Lestvica (2005)                  | Dosežek |
| -------------------------------- | ------- |
| Avstralija (ARIA)                | 67      |
| Belgija (Flandrija; Ultratop 50) | 74      |
| Belgija (Valonija; Ultratop 40)  | 96      |

|}